# Rue de la sardine (film)
Pour le roman initial, voir Rue de la sardine.
Pour plus de détails, voir Fiche technique et Distribution.
Rue de la sardine (titre original : Cannery Row) est un film américain réalisé par David S. Ward, sorti en 1982.
Il s'agit d'une adaptation du roman éponyme de John Steinbeck, publié en 1945.

## Synopsis
Le film brosse l'histoire d'habitants d'un quartier malfamé de Monterey, en Californie lors de la Seconde Guerre mondiale. Le déclin de la pêche y provoque peu à peu la fermeture de conserveries naguère prospères.
Doc, un biologiste marin indépendant, vit dans un entrepôt sur les quais où il effectue des recherches sur les pieuvres. Suzy DeSoto travaille par nécessité dans une maison close locale  et a de la difficulté à exprimer ses sentiments. Le film se présente comme une collection de petites vignettes décrivant la vie des habitants de la rue de la sardine (Cannery Row). Elle y est décrite comme une région pauvre habitée par une bande hétéroclite de gens ayant connu leurs lots d'échecs, mais qui ont trouvé leur petit coin peuplés d'âmes étrangement proches. Doc et Suzy ne cadrent pas du tout dans ce décor, mais y sont quand même acceptés.
Même lorsque les bonnes intentions tournent mal - par exemple, Mac et les garçons recueillent des grenouilles et les vendent pour financer une fête surprise pour Doc, qui se transforme en bagarre, détruisant le microscope de Doc - ils le remplacent par un télescope. Le plus grand mystère et le message tourne autour du pourquoi Doc habite sur la rue de la sardine. 
Suzy découvre que Doc était autrefois un lanceur professionnel de baseball, mais qui a abandonné. Un autre personnage, le prophète, passe ses journées à jouer de la corne et dépend des dons qui semblent surgir mystérieusement de nulle part pour lui (comme des vivres). Suzy finit par dissiper le mystère et comprend que le prophète est un autre ancien joueur de baseball que Doc avait blessé à la tête d'un lancer et qu'il doit entretenir, ce dernier se sentant responsable et accablé d'une dette qu'il ne pourra jamais rembourser. Lui et Suzy trouveront finalement l'amour.

## Fiche technique
- Titre : Rue de la sardine
- Titre original : Cannery Row
- Réalisation : David S. Ward
- Scénario : William Graham et David S. Ward, d'après le roman Rue de la sardine de John Steinbeck
- Musique : Jack Nitzsche
- Photographie : Sven Nykvist
- Montage : David Bretherton
- Costumes : Ruth Myers
- Producteur : Michael Phillips, Kurt Neumann
- Langue : anglais
- Pays de production :  États-Unis
- Genre : Comédie dramatique
- Durée : 120 minutes
- Date de sortie : 1982

## Distribution
- Nick Nolte (VF: Frédéric Girard)  : Doc
- Debra Winger : Suzy DeSoto
- Audra Lindley : Fauna
- Frank McRae : Hazel
- M. Emmet Walsh : Mack
- Tom Mahoney : Hughie
- John Malloy : Jones
- James Keane (en) : Eddie
- John Huston : Narrateur (voix)
- Brenda Hillhouse : Martha
- Art LaFleur : Portier

## Production
Raquel Welch avait été initialement choisie pour jouer le rôle de Suzy, mais fut congédiée après cinq jours de tournage. La cause invoquée fut qu'elle prenait trop de temps à se préparer chaque jour. Welch poursuivit en justice les studios MGM et obtint un règlement de plusieurs millions de dollars au milieu des années 1980, mais peu après, sa carrière cinématographique fut très endommagée. Comme le film appartenait à Turner Entertainment lorsque le règlement est intervenu, Turner dû payer.